# 為人民服務·楊憲宏時間
《為人民服務‧楊憲宏時間》，是台湾中央廣播電台的節目，每週一至週五以短波播出。2005年1月開播以來，主持人楊憲宏越洋訪問了大多數中國重要維權人士、被迫害群體，包括胡佳、陳光誠、艾未未和高智晟等人，亦常採訪台灣政界及人權活動家，解讀台灣、中國大陸及國際的重大新聞事件，關注兩岸的民主及人權對話，力促台灣對中國人權的聲援。主持人曾在演講時以「中國大陸的地下電台」形容此節目角色。

## 節目歷史
該節目係依據中華民國公共媒體中央廣播電台的法定任務營運方針，宣揚台灣自由、民主、人權、多元文化等核心價值，以追求、捍衛國家利益為依歸，代表國家向國際發聲，幫助兩岸和平、加速中國大陸的民主化進程。
節目於2005年1月開播。主持人楊憲宏，係現任中央廣播電台董事、台灣關懷中國人權聯盟理事長，透露節目設置源自2004年與時任總統陳水扁的一次對話，他鼓勵民進黨政府應積極關懷中國人權、開展人權對話；並憂心台灣社會主流商、政界漸因商業、政治利益而噤聲，若台灣不去累積兩岸人權對話，台灣將失去和中國交往中的真正談判籌碼。因而，時任中華民國總統陳水扁在一次國安會議決定「台灣必須關照中國的人權狀況與民主發展」。
節目名稱引用毛澤東的話「為人民服務」。官網節目介紹「難道只有共產黨才能為人民服務？新時代的觀點是，應該由人民來為自己服務。」

## 部分重要事件

### 台北政壇的艾未未「缺席」效應
2011年10月BBC報導，台灣關懷中國人權聯盟邀請馬英九、郝龍斌出席台北市政府所主辦《艾未未‧缺席》展覽，時值艾未未被中共當局指控「逃稅」罪名禁止出境、無法赴台灣；但馬英九並無正面回應。。艾未未2011年底接受楊憲宏央廣節目專訪，艾指出「台灣政界向強權屈服」，引發台灣主流媒體關注跟進。」事後，馬英九總統親自前往看展，據媒體揭露是因為楊憲宏直接向馬英九核心幕僚金溥聰、羅智強反映有關。

### 促使馬英九關注陳光誠處境
中國著名盲人維權人士陳光誠曾於2005、2006年等多次接受楊憲宏訪談。陳光誠遭政府迫害關押後，妻子袁偉靜亦常上此節目。2009年袁偉靜在節目中口述一封給馬英九總統的公開信，楊憲宏轉達給總統府後不了了之。2011年陳光誠遭遇受國際高度關注，楊召開記者會呼籲台灣關注、再次提起公開信，馬英九及總統府、行政院、國民黨都向楊找此信，總統府並致電表示「馬總統會在適當的時機對陳光誠表示關切」。